# Warren B. Smith
Warren Billy Smith, (Iowa, 1931–2003) là một tác giả người Mỹ nổi tiếng với những cuốn sách về sinh vật bí ẩn học, UFO và thuyết Trái Đất rỗng. Ngoài ra, ông còn là tác giả của một số ấn tượng về tiểu thuyết lãng mạn lịch sử và phương Tây.

## Tiểu sử
Smith là một nhà văn sinh ra ở Tây Virginia vào ngày 24 tháng 1 năm 1931, sống ở Iowa từ năm 1953, đầu tiên sống ở Davenport, sau chuyển sang Durant, và từ năm 1960 ở Clinton, Iowa cho đến khi qua đời vào ngày 9 tháng 5 năm 2003. Ông đã xuất bản nhiều bài báo trên báo về ô tô, các bài báo và tạp chí về chèo thuyền và các chủ đề khác, và từ năm 1965 cho đến khi gần qua đời, một số lượng khổng lồ (hơn năm mươi) cuốn sách huyền bí về các chủ đề như Bigfoot, phi hành gia cổ đại, Atlantis và các thành phố đã mất. Smith cũng là một nhà văn hư cấu thành công với nhiều tiểu thuyết được ghi nhận, bao gồm cả phương Tây và loạt truyện lãng mạn lịch sử.
Warren Billy Smith đã kết hôn với Joan Margaret Smith, nhũ danh Tully (1934- 2015) mà ông đã gặp trong những ngày nghỉ đình công, ví dụ: nghiệp đoàn báo chí. Warren và Joan đã ly hôn sau 31 năm chung sống.

## Sự nghiệp
Vào đầu những năm 1960, Smith đã xuất bản một tờ báo hàng tuần ở Durant, Iowa. Ông duy trì hãng in nổi Chandler & Price cùng với tất cả các loại trong tầng hầm của mình cho đến khi qua đời vào năm 2003. Cũng trong những năm 1960, ông là nhà xuất bản và biên tập viên của Volt Age, một tạp chí thương mại chuyên về tái chế động cơ điện.
Warren Smith tuyên bố từng là học sinh của Lowney Handy tại Handy Writers' Colony. Ông đã. Thường được gọi đơn giản là Handy Colony, hay The Colony, nằm ở vùng dưới của Illinois (Marshall), khu kiều dân hoạt động từ năm 1950–1964. Vào cuối những năm 1940, Lowney Handy đã phát triển danh tiếng như một giáo viên dạy viết văn đầy cảm hứng và khu kiều dân của cô ấy đã thu hút được sự chú ý của quốc gia, nhờ sự thành công của James Jones, thành viên nổi tiếng nhất và là tác giả của quyển From Here to Eternity and Some Came Running. Đến đầu những năm 1960, Lowney Handy cũng làm việc với các nhà văn bằng thư từ. Warren Smith là một trong số họ. Các bức thư của ông gửi cho Lowney Handy và một số bản thảo của ông được lưu trữ trong văn khố Handy Colony Collection Archives, như được ghi lại trong cuốn sách: James Jones in Illinois a Guide to the Handy Writers Colony Collection trong Kho lưu trữ của Thư viện Đại học Bang Sagamon. Một kho các bức thư của tác giả Smith được liệt kê ở các trang: 107, 114, & 122. Thật trùng hợp, người cộng sự viết thư của ông, Eugene Olson/Brad Steiger cũng đã trao đổi thư từ với Lowney (Trang 113).
Waren Smith được biết đến nhiều nhất với những cuốn sách về Trái Đất rỗng và cuốn sách của ông về Bigfoot có tựa đề Strange Abominable Snowmen. Tác phẩm This Hollow Earth của ông là một cuốn sách phổ biến về giả thuyết Trái Đất rỗng, thảo luận về bằng chứng từ những huyền thoại và truyền thuyết cổ đại như thành phố Phật giáo Agharta đến những ý tưởng về địa ngục vật lý được tìm thấy trong các văn bản tôn giáo để kết luận rằng chúng dựa trên những địa điểm thực tế bên trong Trái Đất. Ông cũng thảo luận trong cuốn sách rằng có những đường hầm ở những địa điểm cụ thể như núi ở Nam Mỹ dẫn vào bên trong Trái Đất. Ông đã xuất bản một số cuốn sách dưới bút danh Eric Norman và ông đồng viết nhiều cuốn sách khác nhau với nhà văn thể loại huyền bí Brad Steiger.
Warren Billy Smith là một kẻ lừa bịp tự thừa nhận đã tạo ra một số cuộc gặp gỡ UFO mà ông đã viết về, đáng chú ý nhất là vụ bắt cóc Schirmer. Tuyên bố này được ghi lại trong một cuốn sách được viết bởi một trong những người thân tín của Smith, Timothy P, Banse, từng có mối quan hệ cá nhân và nghề nghiệp kéo dài 30 năm với Smith. Banse, một nhà văn chuyên nghiệp, theo học ngành báo chí tại Đại học Iowa, nơi ông đã giành được Học bổng Wilbur Petersen và Giải thưởng James Blackburn. Danh tiếng từ sách của ông bao gồm William Morrow và Little Brown cũng như hàng trăm tạp chí và báo (Hearst, Time Warner, Harcourt Brace & Jovanovich). Vụ cáo buộc lừa bịp này cũng được tường thuật bởi nhà nghiên cứu UFO nổi tiếng Kevin D. Randle, người kể lại, "Warren Smith, người được trích dẫn trong một số cuốn sách UFO về vụ bắt cóc đơn giản là không đáng tin cậy. Ông ta bịa ra mọi thứ để lồng vào một câu chuyện. Đây không phải là suy đoán mà là sự thật. Chính ông ấy đã nói với tôi điều này. Ông đã nói điều tương tự với các nhà nghiên cứu và nhà văn khác, vì vậy tất cả những gì chúng tôi có, đều quy cho ông, phải được xem xét cẩn thận."

Vào năm 2019, Dystopia (một nhà xuất bản) đã phát hành lại một số cuốn sách huyền bí phổ biến nhất của Smith bằng cách sử dụng CreateSpace và Lulu in theo yêu cầu và bắt đầu bày bán trên Amazon Books và các trang web khác. Dystopia tuyên bố những cuốn sách này thuộc phạm vi công cộng, trong khi trên thực tế, theo Luật của Hoa Kỳ, những cuốn sách còn giá trị bảo vệ bản quyền hơn 30 năm. Một đơn khiếu nại đã được gửi đến cả Amazon và Lulu và những cuốn sách bị cáo buộc vi phạm đã biến mất khỏi nơi bán. Các đầu sách gốc, của các nhà xuất bản ban đầu vẫn có sẵn.

## Tác phẩm
Viết dưới cái tên Warren Smith:
- Finder's Keepers. Belmont, 1965
- Strange Women of the Occult. Popular Library, 1968
- Strange & Miraculous Cures. Ace Star Books, 1968
- Strange Powers of the Mind. Ace Star Books, 1968
- Strange ESP. Popular Library, 1969
- Into the Strange. Popular Library, 1969
- Abominable Snowmen. Award, 1969.
- Strange Murderers & Madmen. Popular Library, 1969
- Strange Abominable Snowmen. Popular Library, 1970.
- Strange Hexes. Popular Library, 1970.
- Talking to the Spirits: 10 World Famous Psychic Reveal Their Occult Secrets. Pinnacle, 1971
- Chains of Fear Delton Press, 1972
- The Strange Ones. Popular Library, 1972
- Triangle of the Lost. Zebra, 1975
- Myth and Mystery of Atlantis. Zebra, 1975
- Secret Forces of the Pyramids. Zebra, 1976
- The Hidden Secrets of the Hollow Earth. Zebra, 1976
- Lost Cities of the Ancients—Unearthed! Zebra, 1976
- Secrets of the Loch  Ness Monster Zebra, 1976
- UFO Trek. Sphere, 1977
- Ancient Mysteries of the Mexican and Mayan Pyramids. Zebra, 1977
- The Book of Encounters. Zebra, 1977
- The Secret Origins of Bigfoot. Zebra, 1977
- This Hollow Earth, Sphere, 1977 (Tái bản năm 1972 Lancer Edition)

Viết dưới bút danh Eric Norman:
- The Under People. Lancer Books, 1969. cũng là phiên bản tiếng Nhật năm 1997.
- Buried Treasure Guide. Award, 1970
- Gods, Demons & UFOs. Lancer Books, 1970.
- Gods, Demons and Space Chariots. Lancer, 1971
- Bitter Harvest. Delton Press, 1971
- The Strange Ones. Popular Library, 1972
- Predictions for 1973. Award, 1972.
- Predictions for 1974. Award, 1973
- Beyond the Strange. Popular Library, 1972
- This Hollow Earth. Lancer, 1972. Also Japanese edition.
- Gods and Devils from Outer Space. Lancer, 1973

Warren Smith với Brad Steiger/Eugene Olson:
- The Menace of Pep Pills. Merit Books, 1965
- Treasure Hunting. Ace Books, 1965
- What the Seers Predict for 1971. Lancer Books, 1970
- Satan's Assassins. Lancer, 1971
- Predictions for 1972. Lancer, 1971

Warren Smith với đồng tác giả Gabrial Green:
- Let's Face Facts About Flying Saucers. Popular Library, 1967

Viết dưới bút danh Paul Warren:
- The Sensual Male. Pinnacle, 1971

Viết dưới bút danh Robert E. Smith:
- Doc Anderson: We Live Many Lives. Paperback Library, 1971. P.
- Doc Anderson: The Healing Faith. Lancer, 1972. P.
- Doc Anderson: The Man Who Sees Tomorrow. Paperback Library, 1970

Viết dưới bút danh Barbara O'Brien:
- Martinis, Manhattans or ME? Zebra, 1974

Viết dưới bút danh Barbara Brooks:
- High Society. Pinnacle, 1974

Viết dưới bút danh Johnny Shearer:
- Sodom, U.S.A. Brandon House, 1965
- The Male Hustler. Brandon House, 1965

Viết dưới bút danh Joanna Warren (Tiểu thuyết)
- The Conrad Chronicles: Belle Mead. Zebra, 1978
- The Conrad Chronicles #2: The Dreamers. Zebra, 1980
- The Conrad Chronicles #3: The Destined. Zebra, 1980.

Viết dưới bút danh David Norman (Tiểu thuyết):
- The Frontier Rakers. Zebra, 1979
- The Frontier Rakers #2: The Forty Niners. Zebra, 1979
- Frontier Rakers #3: Gold Fever. Zebra, 1980
- Frontier Rakers #4: Silver City. Zebra, 1980
- Frontier Rakers: Montana Pass. Zebra, 1982
- Frontier Rakers: Santa Fe Dream. Zebra, 1983

Viết dưới bút danh Norma Warren (Tiểu thuyết):
- Trails West. Zebra, 1985

Viết dưới bút danh Jake Logan (Tiểu thuyết):
- High, Wide, and Deadly. Berkley Western, 1987
- Gold Fever, Berkley Western, 1989

Warren Smith với Harry Petheram:
- Guide to the Timex 1,000 and 2,000 computer. William C. Brown Company, Publishers,  1983